# St. Cloud (Florida)
St. Cloud ist eine Stadt im Osceola County im US-Bundesstaat Florida. Das U.S. Census Bureau hat bei der Volkszählung 2020 eine Einwohnerzahl von 58.964 ermittelt.

## Geographie
St. Cloud liegt rund 30 Kilometer südlich von Orlando am südlichen Ufer des East Lake Tohopakaliga.

## Demographische Daten
Laut der Volkszählung 2010 verteilten sich die damaligen 35.183 Einwohner auf 14.544 Haushalte. Die Bevölkerungsdichte lag bei 1484,5 Einw./km². 82,4 % der Bevölkerung bezeichneten sich als Weiße, 5,8 % als Afroamerikaner, 0,4 % als Indianer und 1,7 % als Asian Americans. 6,2 % gaben die Angehörigkeit zu einer anderen Ethnie und 3,4 % zu mehreren Ethnien an. 29,2 % der Bevölkerung bestand aus Hispanics oder Latinos.
Im Jahr 2010 lebten in 39,9 % aller Haushalte Kinder unter 18 Jahren sowie 26,0 % aller Haushalte Personen mit mindestens 65 Jahren. 72,8 % der Haushalte waren Familienhaushalte (bestehend aus verheirateten Paaren mit oder ohne Nachkommen bzw. einem Elternteil mit Nachkomme). Die durchschnittliche Größe eines Haushalts lag bei 2,76 Personen und die durchschnittliche Familiengröße bei 3,19 Personen.
29,0 % der Bevölkerung waren jünger als 20 Jahre, 25,8 % waren 20 bis 39 Jahre alt, 27,1 % waren 40 bis 59 Jahre alt und 18,1 % waren mindestens 60 Jahre alt. Das mittlere Alter betrug 37 Jahre. 47,9 % der Bevölkerung waren männlich und 52,1 % weiblich.
Das durchschnittliche Jahreseinkommen lag bei 50.740 $, dabei lebten 10,6 % der Bevölkerung unter der Armutsgrenze.
Im Jahr 2000 war Englisch die Muttersprache von 84,69 % der Bevölkerung, Spanisch sprachen 13,76 % und 1,55 % hatten eine andere Muttersprache.

## Sehenswürdigkeiten
Am 21. Februar 1997 wurde die Grand Army of the Republic Memorial Hall in das National Register of Historic Places eingetragen.

## Verkehr
Die Stadt wird von den U.S. Highways 192 und 441 sowie den Florida State Roads 91 (Florida’s Turnpike, mautpflichtig) und 500 durchquert.
Der Orlando International Airport befindet sich rund 20 Kilometer nördlich der Stadt.

## Medienpräsenz
- Das Theaterstück Süßer Vogel Jugend (1959) von Tennessee Williams, das später auch verfilmt wurde, fußt auf der kleinen Stadt St. Cloud in Florida.
- Mehrere Kinofilme wurden hier gedreht:
  - Two Thousand Maniacs! (1964), Regie: Herschell Gordon Lewis, Darsteller: Connie Mason, William Kerwin und Jeffrey Allen
  - The Waterboy (1998), Darsteller: Adam Sandler, Henry Winkler und Kathy Bates
  - Barracuda (1978), Darsteller: Wayne Crawford, Jason Evers, William Kerwin
- Der Albumtitel Saint Cloud (Merge, 2020) von Waxahatchee verweist auf die Stadt, der Heimatstadt ihres Vaters.[5]